# Chayathorn Tapsuvanavon
Chayathorn Tapsuvanavon (thailändisch ชยธร เทพสุวรรณวร, * 12. März 2000 in Bangkok), auch als Michael bekannt, ist ein thailändischer Fußballspieler.

## Karriere
Chayathorn Tapsuvanavon erlernte das Fußballspielen in der Jugendmannschaft von Bangkok United. Hier unterschrieb er 2019 auch seinen ersten Profivertrag. Der Verein aus der Hauptstadt Bangkok spielte in der höchsten Liga des Landes, der Thai League. In seiner ersten Saison absolvierte er sieben Erstligaspiele. 2020 wurde er an den FC Tokyo ausgeliehen. Der japanische Club aus Tokio spielt mit der ersten Mannschaft in der ersten Liga, mit der U23–Mannschaft tritt er in der dritten Liga, der J3 League, an. Nachdem er in Tokio nicht zum Einsatz gekommen war, kehrte er im Juli 2020 zu seinem Stammverein Bangkok United zurück. Im Januar 2022 wechselte er auf Leihbasis zum Zweitligisten Navy FC. Am Ende der Saison 2021/22 musste er mit der Navy als Tabellenletzter in die dritte Liga absteigen. Nach dem Abstieg kehrte er nach Bangkok zurück. Im Januar 2024 lieh ihn der Zweitligist Ayutthaya United FC aus. Am Ende der Saison 2023/24 belegte er mit dem Klub den sechsten Tabellenplatz und qualifizierte sich somit für die Aufstiegsspiele zur ersten Liga. Hier konnte man sich jedoch nicht durchsetzen. Im Juli 2024 wurde sein Leihvertrag verlängert. Nach insgesamt 34 Ligaspielen für Ayutthaya wechselte er, nachdem sein Vertrag bei Bangkok United auslief, im Januar 2025 zum Zweitligisten Chonburi FC. Am Ende der Saison 2024/25 feierte er mit Chonburi die Zweitligameisterschaft sowie den Aufstieg in die erste Liga.

## Erfolge
Bangkok United
- Thailändischer Vizemeister: 2022/23

Chonburi FC
- Thailändischer Zweitligameister: 2024/25  ▲